# 골약동
골약동(骨若洞)은 대한민국 전라남도 광양시의 동이다.

## 개요
골약동은 광양시 발전의 중심 축인 광양항 컨테이너 부두의 배후 부지다. 골약(骨若)이라는 고을 이름은 1983년에 편찬된 광양군지(p. 476)에 “강원도에 있는 명산 계골산(皆骨山, 금강산)과 골약면(骨若面)의 가야산(伽倻山)의 암석이 비슷하게 생겼다하여 같을 ‘若’자를 써서 ‘骨若’이라 한데서 비롯되었다.”라고 기록되었고 또한 “본래 광양군의 지역으로서 고려시대는 골약리부곡(骨若里部曲)이라 했다가 조선 태종 13년(서기 1413년)에 골약방(骨若坊)이라 칭하였다”고 기록되어 전한다.
1995년 1월 통합 광양시 출범 당시에는 황금동과 성황동 2개였지만, 현재는 두 동을 하나의 행정동으로 통합했다.

## 행정 구역
- 황금동
- 황길동
- 성황동
- 도이동
- 중군동

## 교육
- 성황초등학교 (성황동)
- 골약초등학교 (황길동)
- 광양골약중학교 (성황동)

## 아파트
| 단지명                  | 건설사                 | 시행사                                           | 주소                   | 입주        | 비고     |
| ----------------------- | ---------------------- | ------------------------------------------------ | ---------------------- | ----------- | -------- |
| 광양 푸르지오 더 퍼스트 | 대우건설               | ㈜코리아신탁 ㈜지평디앤피                        | 성황수동로 22 (성황동) | 2021년 11월 |          |
| 광양 푸르지오 더 센트럴 | 대우건설               | 케이비부동산신탁㈜ ㈜미래지구개발                | 황금4로 53 (황금동)    | 2023년 11월 |          |
| 더샵 프리모             | 포스코이앤씨           | 미금산업개발㈜ 한국투자부동산신탁㈜              | 성황수동로 13 (성황동) | 2024년 5월  | 민간임대 |
| 더샵 광양 베이센트      | 포스코이앤씨           | ㈜우리자산신탁 ㈜지평디앤피                      | 황금1로 66 (황금동)    | 2024년 6월  |          |
| 한라비발디 센트럴마크   | 에이치엘디앤아이한라㈜ | 한라비발디광양황금택지지구 26-1블럭 지역주택조합 | 황금4로 54 (황금동)    | 2024년 5월  |          |
| 광양 센트럴자이         | ㈜지에스건설           | ㈜우리자산신탁 예성디앤피㈜                      | 성황수동로 21 (성황동) | 2022년 8월  |          |